# Daniel Gürschner
Daniel Gürschner, (* 27. únor 1973 Altdöbern, Německá demokratická republika) je bývalý reprezentant Německa v judu.

## Sportovní kariéra
Judista s tanzanskými kořeny se po zisku titulu juniorského mistra Evropy v roce 1993 jen složitě prosazoval do seniorské reprezentace. V jeho polotěžké váze totiž sváděli tvrdé nominační souboje Axel Lobenstein a Detlef Knorrek. Oba ukončili aktivní kariéru po roce 1996 a příležitost, kterou mu následně trenéři dali dokázal využít. Nikdy však nepatřil k absolutní světové špičce. Jeho síla byla především v schopnosti nevzdat zápas, který se vyvíjel v jeho neprospěch.
V roce 2000 se účastnil olympijských her v Sydney. Jako adept na jednu z medailí prohrál v prvním kole s Brazilcem Sabinem. Od poloviny zápasu prohrával na juko, aby se v závěrečných sekundách, po bezhlavém útoku, nechal kontrovat na ippon.
V dalších letech ho postupně z reprezentace vytlačil Michael Jurack. Po konci sportovní kariéry v roce 2006 zůstal u juda jako trenér.

## Výsledky
| Turnaj             | 1993 | 1994 | 1995 | 1996 | 1997 | 1998 | 1999 | 2000 | 2001 | 2002 | 2003 |
| ------------------ | ---- | ---- | ---- | ---- | ---- | ---- | ---- | ---- | ---- | ---- | ---- |
| Olympijské hry     | -    | -    | -    | dns  | -    | -    | -    | úč.  | -    | -    | -    |
| Mistrovství světa  | dns  | -    | dns  | -    | 5.   | -    | úč.  | -    | dns  | -    | dns  |
| Mistrovství Evropy | dns  | dns  | dns  | dns  | dns  | 1.   | 5.   | 2.   | 5.   | dns  | 5.   |
| ME juniorů         | 1.   | -    | -    | -    | -    | -    | -    | -    | -    | -    | -    |